# دوري ليسوتو لكرة القدم 2017–18
دوري ليسوتو لكرة القدم 2017–18 هو موسم من دوري ليسوتو لكرة القدم. أشرف على تنظيمه اتحاد ليسوتو لكرة القدم، وكان عدد الأندية المشاركة فيه 14، وفاز فيه Bantu FC ‏.